# Musée de la machine à bois et de l'outillage à main
Le musée de la machine à bois et de l'outillage à main est un musée situé dans la commune du Pont-de-Beauvoisin, dans le département français de l'Isère en région Auvergne-Rhône-Alpes.

## Situation et accès
Ce musée, contigu au musée de la Résistance régionale et de la Déportation, est situé à proximité du centre-ville et de la mairie du Pont-de-Beauvoisin, non loin de la gare de Pont-de-Beauvoisin, laquelle est desservie par le transport express régional (TER Lyon-Chambéry). Le site est partiellement accessible aux personnes à mobilité réduite.

## Historique
Une légende, sans véritable preuve historique formelle, mais reprise par le quotidien régional le Dauphiné libéré, avance que François 1er, alors roi de France, de retour des guerres d'Italie serait passé par Pont-de-Beauvoisin et aurait ramené avec lui des artisans ébénistes qui auraient fini par s'installer dans la région, ce qui donne à cette ville la réputation de cité du bois depuis cinq cents ans.

## Description

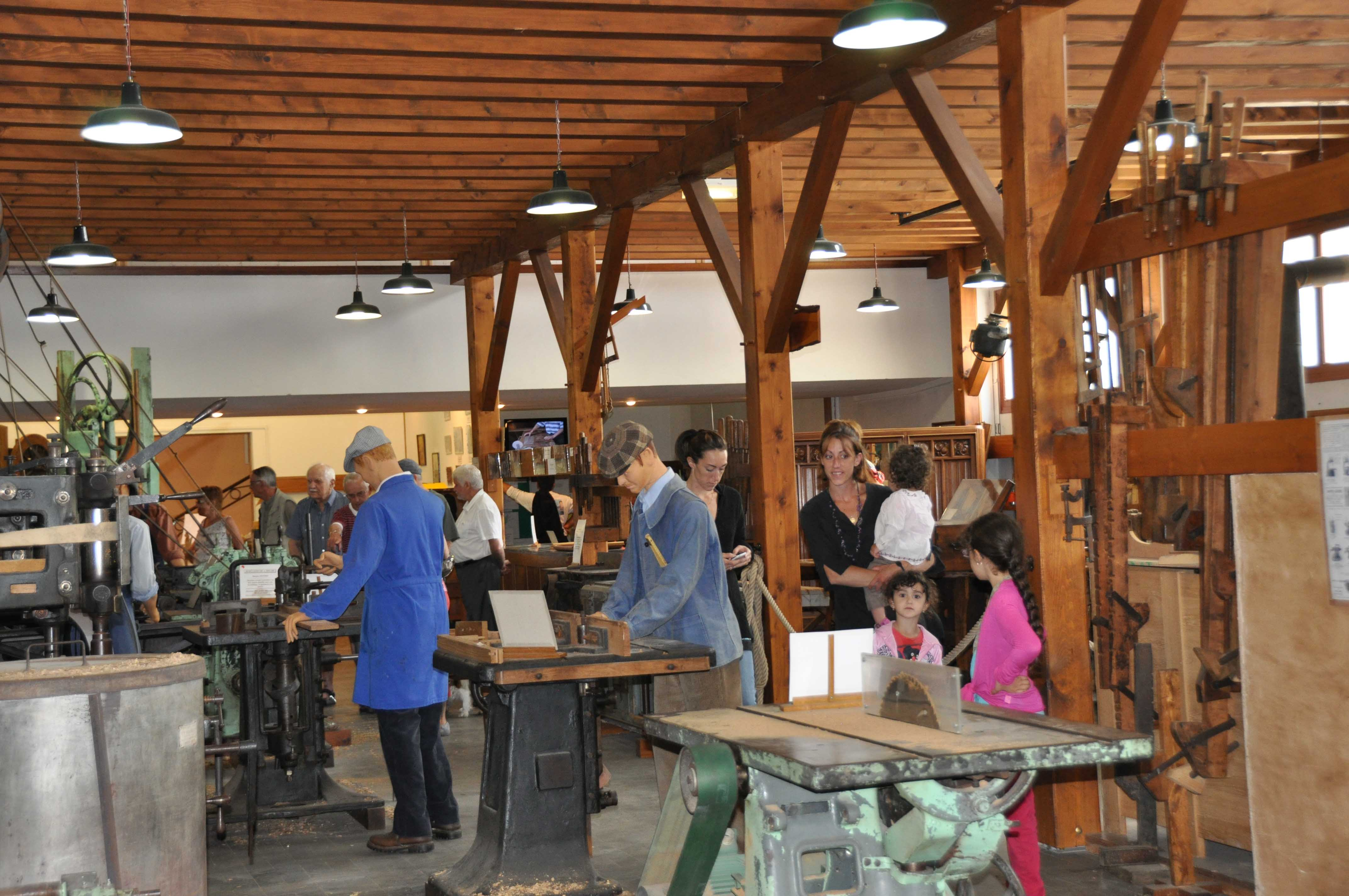
Intérieur du musée.

Ce musée, à vocation régionale, est généralement présenté comme étant le seul à présenter ce type d'exposition et de collections de meubles et d'ateliers de fabrication très spécifiques en France. Il permet de découvrir le travail des artisans qui firent la réputation de Pont de Beauvoisin, présentée comme la « cité du meuble » depuis le règne de François 1er.
La diversité des machines présentées ainsi que de leur outillage, permet de comprendre la complexité du travail des artisans locaux. Ce musée possède un site internet et sa visite individuelle est libre.
Une exposition permanente permet de découvrir un atelier d’ébénisterie d’autrefois à travers un parcours sonore, animé de mannequins. Partiellement accessible aux personnes à mobilité réduite, le musée est fermé du 15 décembre au 1er mars.
Ce musée offre aux visiteurs un large panorama sur le matériel utilisé par les métiers de l'ébénisterie durant la première moitié du XXe siècle et notamment une machine à bois, « type combiné » de marque Danckaert Bruxelles, datant de 1920.